# Pediasia matricella
Pediasia matricella — вид лускокрилих комах родини вогнівок-трав'янок (Crambidae).

## Поширення
Вид поширений в Центральній і Східній Європі, Малій Азії, на Близькому Сході і Закавказзі, Ірані і Туркменістані. Присутній у фауні України.

## Підвиди
- Pediasia matricella matricella (Європа, Південь Росії, Закавказзя, Мала Азія, Йорданія, Сирія, Ізраїль, Іран)
- Pediasia matricella stenopterella (Amsel, 1949) (Месопотамія, Туркменістан)